# Хо-син

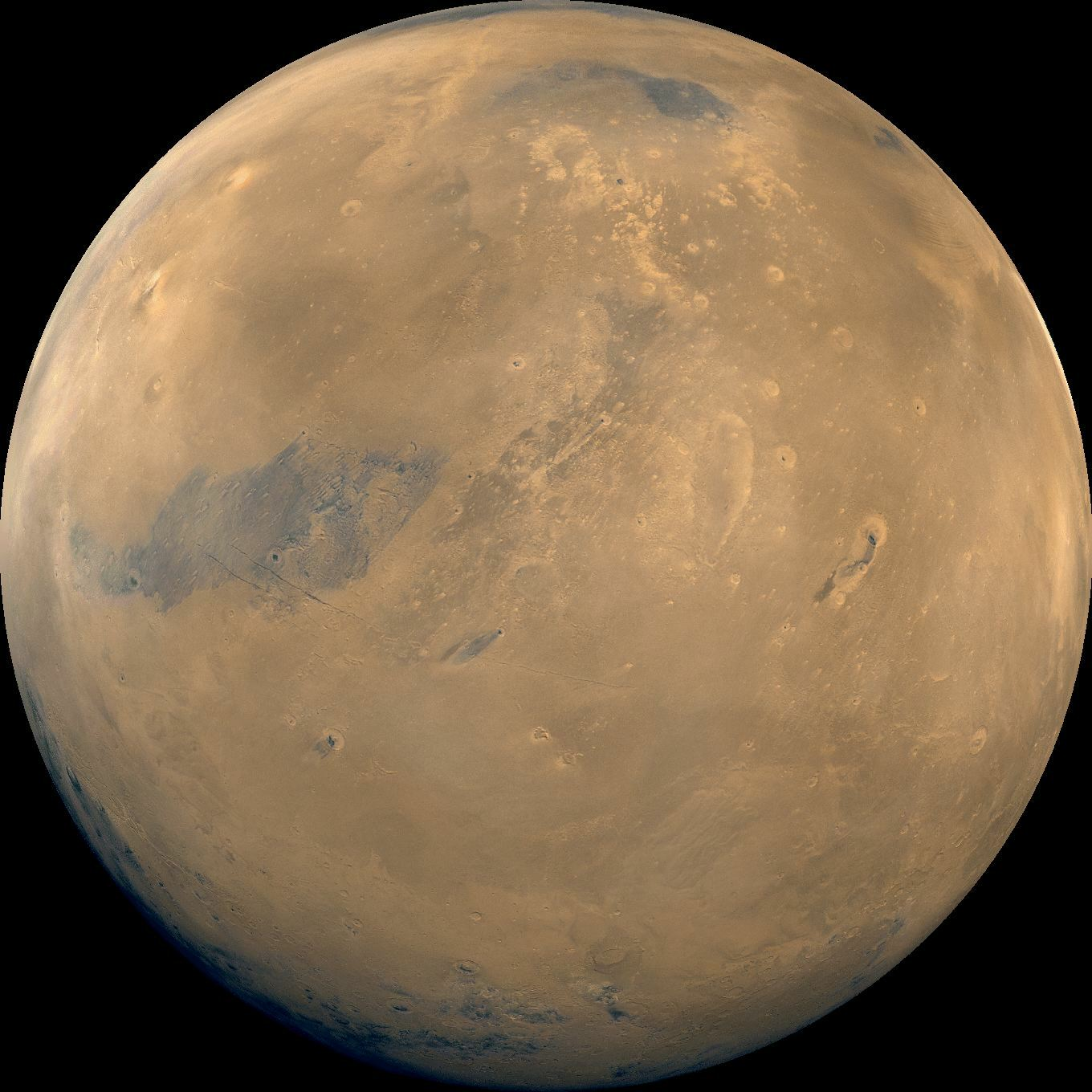
Хо-син, обожествлённая планета Марс

Хо-син (кит. 火星, huǒxīng «звезда огня») — в поздней китайской народной мифологии один из духов огня, обожествлённая планета Марс.

## Образ

### Лицо
У Хо-сина 4 лица: одно красное, другое добродушное, и ещё два лица свирепые.

### Руки
Хо-син был шестирукий бог. В каждой руке он держал оружие.

### Атрибуты
Огненное колесо, лук и стрелы.

## Дата рождения
Его дата рождения совпадает с датой рождения бога Ма-вана, 23 числа 6-й луны.